# Stazione di Bari Centrale (FT)

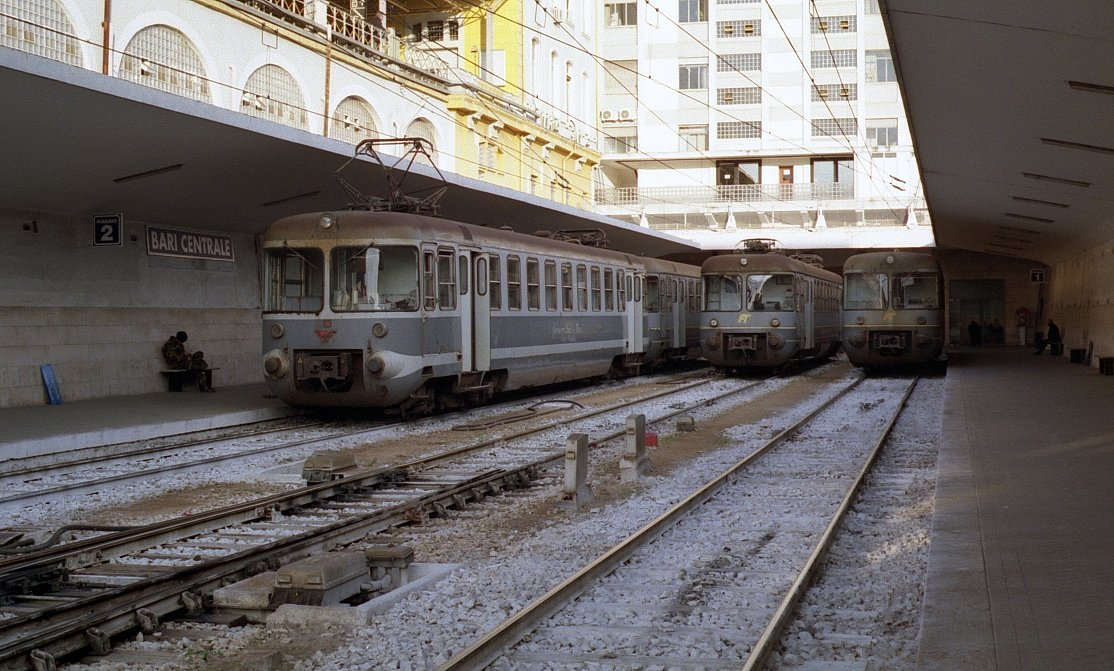
Az állomás 2002-ben

Stazione di Bari Centrale vasútállomás Olaszországban, Bari településen, közvetlenül a Stazione di Bari Centrale nevű RFI állomás mellett található.

## Vasútvonalak
Az állomást az alábbi vasútvonalak érintik:
- Bari–Barletta-vasútvonal

## Kapcsolódó állomások
A vasútállomáshoz az alábbi állomások vannak a legközelebb:
- Stazione di Quintino Sella